# Epping Forest

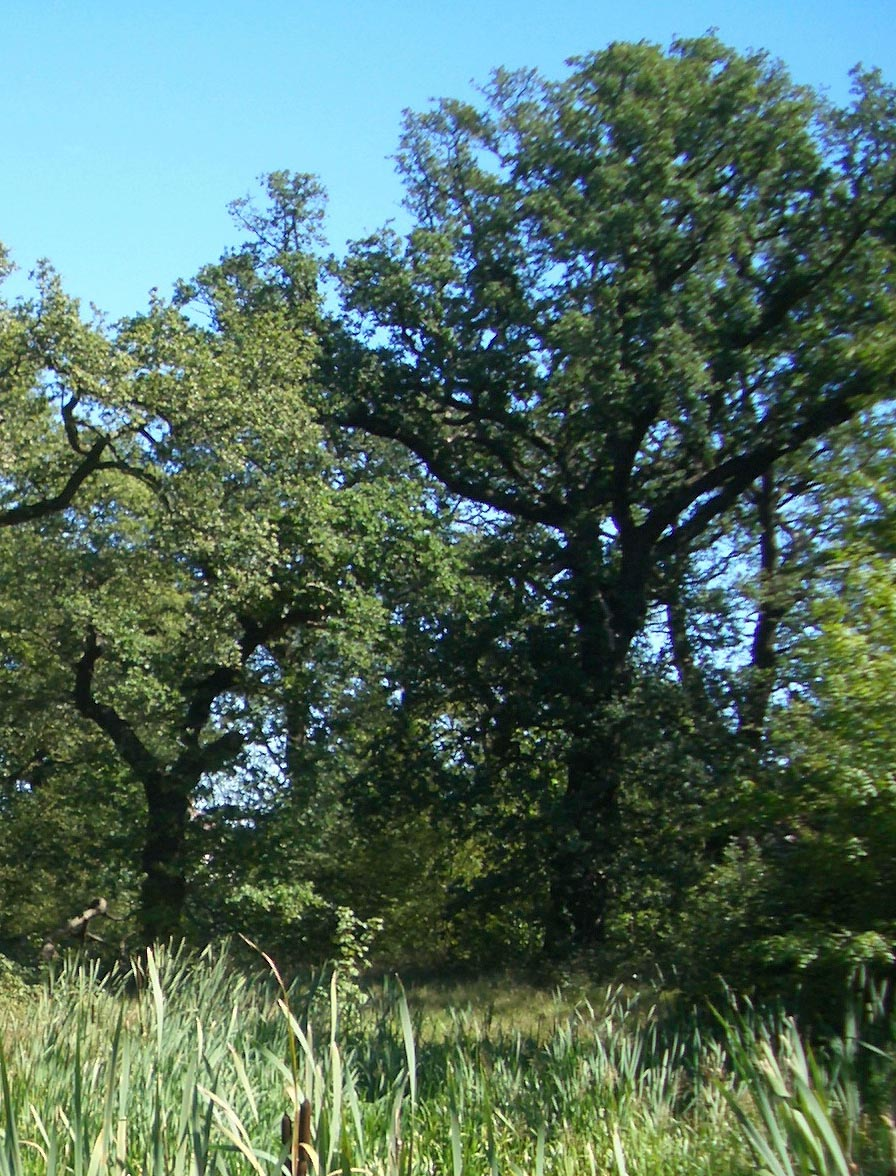
Teich in Epping Forest bei Chingford

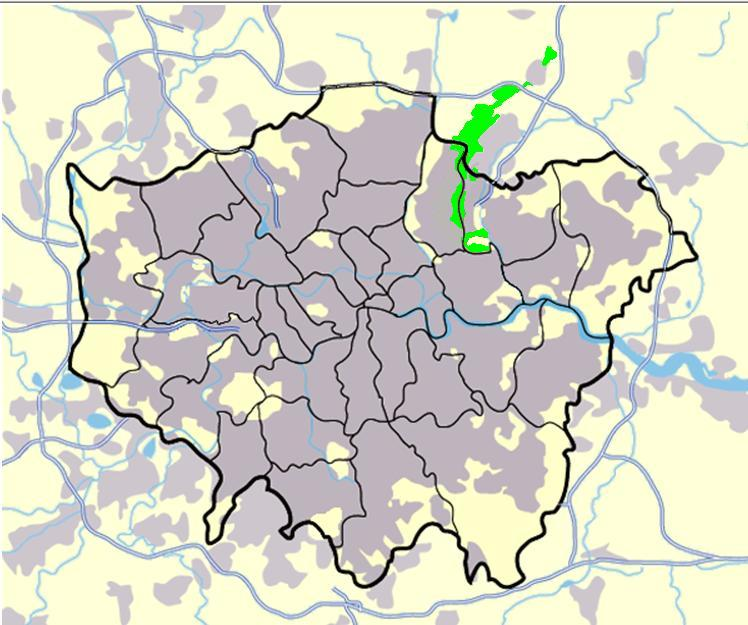
Lage des Epping Forrest (hellgrün) in der Region London

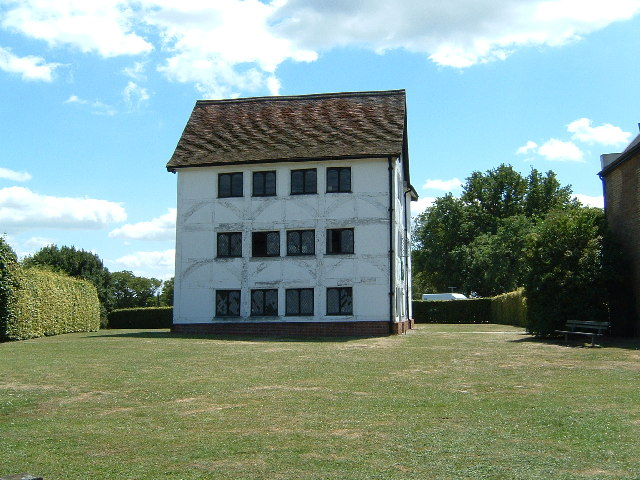
Hunting Lodge am Epping Forest, das unter Heinrich VIII. 1542 erbaute Jagdhaus

Der Epping Forest ist ein Wald im Epping Forest District in Essex und im Borough of Redbridge in London. Epping Forest ist der letzte verbliebene Wald in London und reicht heute von Woodford und Wanstead in London bis nach Epping in Essex. Er ist 18 Kilometer lang, aber nirgends breiter als vier Kilometer und wird von zahlreichen Straßen, mehreren Autobahnen (M11, M25) und Schnellstraßen durchschnitten.

## Geschichte
Die ältesten Funde aus dem Forst gehen ins Mesolithikum zurück und stammen aus High Beach.
In dem Torfmoor von Lodge Road wird ein neolithischer Bohlenweg vermutet. Der Forst enthält außerdem zwei eisenzeitliche Befestigungen, Ambresbury Banks südlich von Epping und Loughton Camp nordwestlich von Loughton. Gemäß einer Theorie kämpfte Königin Boudicca bei den Ambresbury Banks 61 n. Chr. gegen die Römer. Hier befand sich auch ein Versteck des berüchtigten Straßenräubers Dick Turpin. In Wanstead Park befindet sich eine römische Villa rustica.
In den Zeiten der Tudors jagten hier König Heinrich VIII. und seine Tochter, Königin Elisabeth I. Seit mindestens dem 14. Jahrhundert wurde im Wald Holzkohle hergestellt, was sich bis zum Beginn des 20. Jahrhunderts hielt und während des Zweiten Weltkrieges wieder aufgenommen wurde. Der Epping Forest Act von 1878 beauftragte die City of London, den Epping Forest als Naturraum zu erhalten.

## Vegetation
Nach der letzten Eiszeit ab etwa 8000 v. Chr. entstanden, ist die Landschaft von alten Laubwäldern und Heide geprägt, aber für die Landwirtschaft wenig geeignet. Der Wald besteht überwiegend aus Laubbäumen, bis in römische Zeit überwiegend aus Linden, heute Eichen mit Stechpalmen, Buchen und Kastanien. Er ist sehr licht und hat reichen Unterwuchs.

## Sehenswürdigkeiten
- Queen Elizabeth’s Hunting Lodge, Chingford
- Visitor Centre, High Beach

## Sonstiges
Die Progrock-Band Genesis besingen in ihrem Song The Battle of Epping Forest vom 1973er Album Selling England by the Pound einen (fiktiven) Kampf zwischen zwei verfeindeten Londoner Banden, welcher im Epping Forest ausgetragen wird.